# Duel Marmaduke-Walker
Un duel oppose les généraux confédérés John Sappington Marmaduke et Lucius Marshall Walker, le 6 septembre 1863, à proximité de Little Rock, dans l'Arkansas.
L'affrontement découle d'une tension croissante entre les deux officiers, amorcée le 4 juillet précédent, lors de la bataille d'Helena. Ce jour-là, Marmaduke reproche à Walker de ne pas avoir soutenu ses troupes au combat. En représailles, il omet volontairement de l'informer d'une retraite confédérée.
Par la suite, Marmaduke se voit placé sous les ordres directs de Walker à l'occasion d'une offensive de l'Union en direction de Little Rock. Lorsque les troupes sudistes battent en retraite après la bataille de Brownsville, Walker refuse encore une fois d'appuyer Marmaduke. Ce dernier met alors publiquement en doute le courage de son supérieur, notamment après la bataille de Bayou Meto, le 27 août.
Une série d’échanges écrits transmise par des intermédiaires aboutit à la décision de régler leur différend par un duel. Lors de l'affrontement, Marmaduke blesse mortellement Walker. Il est aussitôt arrêté et inculpé pour meurtre, mais il est relâché peu après et les charges sont finalement abandonnées. Marmaduke survit au conflit et accède plus tard au poste de gouverneur du Missouri. Little Rock tombe entre les mains de l’Union dans le courant de la même campagne, après la bataille de Bayou Fourche.

## Contexte
John Sappington Marmaduke naît en 1833, près d’Arrow Rock, dans le Missouri. Il poursuit ses études à Yale puis à Harvard, avant d’être diplômé de l’Académie militaire de West Point en 1857. Il sert ensuite dans l’United States Army (Forces armées de États-Unis), notamment durant la guerre de l'Utah, jusqu’à sa démission en 1861, au déclenchement de la guerre de Sécession. Il rejoint alors une milice du Missouri favorable aux États confédérés, mais démissionne de nouveau après la bataille de Boonville, livrée le 17 juin, pour intégrer l’Armée des États confédérés. Il commence comme lieutenant-colonel dans une unité de l’Arkansas, puis commande le 3e régiment d’infanterie confédéré lors de la bataille de Shiloh, où il est grièvement blessé. Cette blessure l’éloigne du front pendant plusieurs mois. Il est promu général de brigade le 15 novembre 1862. Marmaduke reprend ensuite les armes à la bataille de Prairie Grove. En 1863, il dirige deux incursions militaires en territoire missourien et participe à la bataille d'Helena, dans l’Arkansas.

Carte de l'Arkansas, présentant les lieux significatifs précédant le duel.

Lucius Marshall Walker naît en 1829 à Columbia, dans le Tennessee. Il sort diplômé de l’Académie militaire de West Point en 1850, mais démissionne de son grade militaire en 1852 pour se lancer dans le commerce à Memphis, dans le Tennessee. En 1861, il entre au service des États confédérés et devient lieutenant-colonel du 40e régiment d’infanterie du Tennessee, avant d’être promu colonel de cette unité le 11 novembre de la même année. Affecté à Memphis, il accède au grade de général de brigade, la promotion prenant effet au 11 mars 1862 pour des raisons d'ancienneté. Absent pour cause de maladie lors de la bataille de Shiloh, il participe ensuite à la première bataille de Corinth puis à la bataille de Farmington. Sa relation avec Braxton Bragg, commandant de l’armée du Tennessee, se détériore rapidement, Bragg ne lui accordant aucune confiance quant à ses capacités de commandement. Walker est alors transféré au département du trans-Mississippi où il prend ses fonctions en mars 1863. Il combat lors de la bataille d'Helena à la tête d’une brigade de cavalerie,.
Lors des combats à Helena, le 4 juillet 1863, la brigade de Walker doit protéger le flanc gauche de la position de Marmaduke. Au cours des attaques confédérées, les hommes de Marmaduke sont arrêtés par un tir en enfilade. Inquiet pour la sécurité de son propre flanc gauche, Walker ne se déplace pas pour soutenir Marmaduke. En réaction, Marmaduke, furieux, choisit de ne pas prévenir Walker lors de la retraite des Confédérés. Cette décision expose une grande partie des troupes de Walker à un risque imminent de capture lors d’une contre-attaque de l’Union. Dans son rapport, Walker affirme avoir correctement protégé le flanc de Marmaduke. Cependant, le rapport général sur la bataille rédigé par le lieutenant-général Theophilus Hunter Holmes souligne que Walker n’a pas assuré cette protection et n'a fourni aucune justification valable à son manquement. De son côté, Marmaduke reproche à Walker son échec à atteindre son objectif. Ces événements survenus à Helena engendrent une profonde animosité entre les deux officiers.

## Duel
En juillet 1863, le major général de l’Union Frederick Steele prend le commandement des forces fédérales en Arkansas, dont le quartier général se trouve à Helena. Steele cherche à contrôler les rives de l'Arkansas, alors que les Confédérés anticipent une attaque imminente contre la ville de Little Rock. Lorsque Holmes tombe malade, le commandement à Little Rock revient au major général Sterling Price. Ce dernier ordonne la mise en place de nouvelles défenses et envoie séparément les forces de cavalerie de Marmaduke et de Walker pour surveiller les mouvements de l’Union. Les troupes de Steele quittent Helena les 10 et 11 août, renforcées en cours de route par la cavalerie dirigée par le général de brigade John Wynn Davidson. Confronté à une forte propagation de maladies parmi ses hommes, Steele décide de se déplacer vers un site réputé plus sain, tout en chargeant Davidson de franchir la rivière Arkansas avec sa cavalerie. Le 23 août, Price réunit les forces de Marmaduke à celles de Walker, ce dernier prenant le commandement en raison de sa supériorité au sein de la hiérarchie militaire.

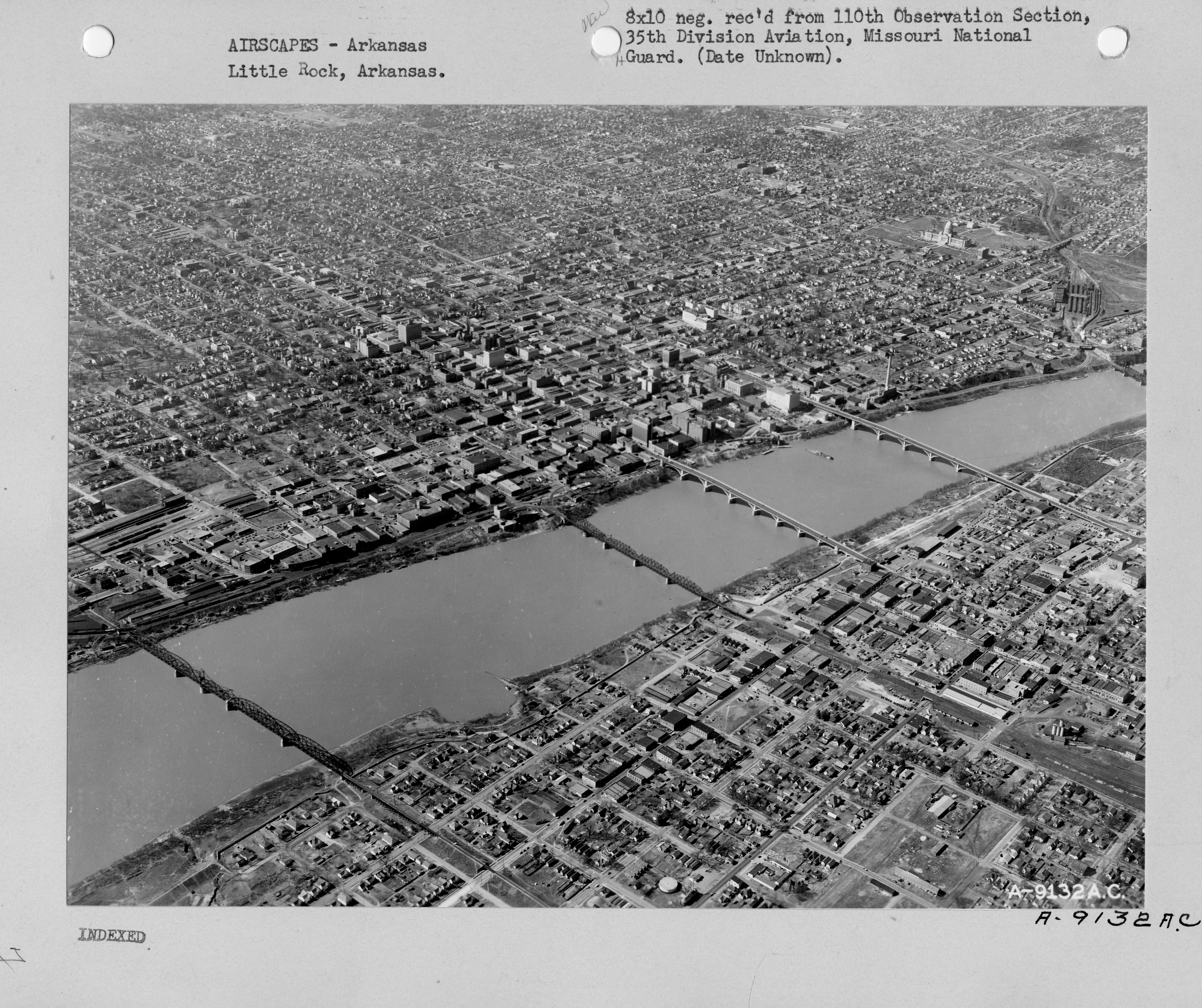
Le duel se déroule près de Little Rock, en Arkansas.

Le 25 août, les troupes de Davidson repoussent les forces de Marmaduke au cours d’un engagement près de Brownsville. Lors de la retraite qui s’ensuit, Marmaduke et Walker élaborent un plan : les hommes de Marmaduke doivent faire halte pour attirer les troupes de l’Union dans une zone boisée, où les soldats de Walker doivent ensuite les prendre à revers. Mais au moment où Marmaduke décide de tenir sa position, il manque de peu d'être pris par l'ennemi.
Walker exige de Marmaduke qu’il s’explique sur ses propos. Ils échangent alors une série de billets transmis par des amis communs : John C. Moore pour Marmaduke et Robert H. Crockett, petit-fils de Davy Crockett, pour Walker. Dans ces lettres, Marmaduke justifie sa demande de mutation par le comportement de Walker après les combats de Bayou Meto et Brownsville. Il nie avoir utilisé le terme « lâche », mais, comme le relève l’historienne Helen Trimpi, il assume « toute interprétation que ses remarques pourraient susciter ». Marmaduke ajoute qu’il considère que Walker, lors de la bataille de Bayou Meto, a fait preuve d’une « prudence excessive pour éviter tout accrochage avec l'ennemi ». Walker juge ces explications insuffisantes. Ces échanges conduisent à un accord pour régler leur différend par un duel, malgré l’interdiction de cette pratique en Arkansas. Les sources divergent quant à l’origine de cette décision : certaines attribuent la proposition du duel à Walker, acceptée par Marmaduke, tandis que d’autres soutiennent que Crockett et Moore l’ont organisée sans consulter les deux généraux. Le règlement du duel impose que chaque combattant soit accompagné de deux témoins et de deux médecins. Les armes choisies sont des revolvers Colt 1851 Navy à six coups, tirant des balles sphériques, un modèle compatible également avec des projectiles coniques. Le duel se déroule à une distance de quinze pas et continue jusqu’à ce que cinq minutes soient écoulées, que toutes les balles soient tirées ou qu’un des adversaires soit touché. L’historien Dick Steward souligne que cette distance est particulièrement courte compte tenu de la portée des armes et suggère que ce choix s’explique par la myopie de Marmaduke. Moore agit en tant que témoin de Marmaduke, tandis que Crockett remplit ce rôle pour Walker.

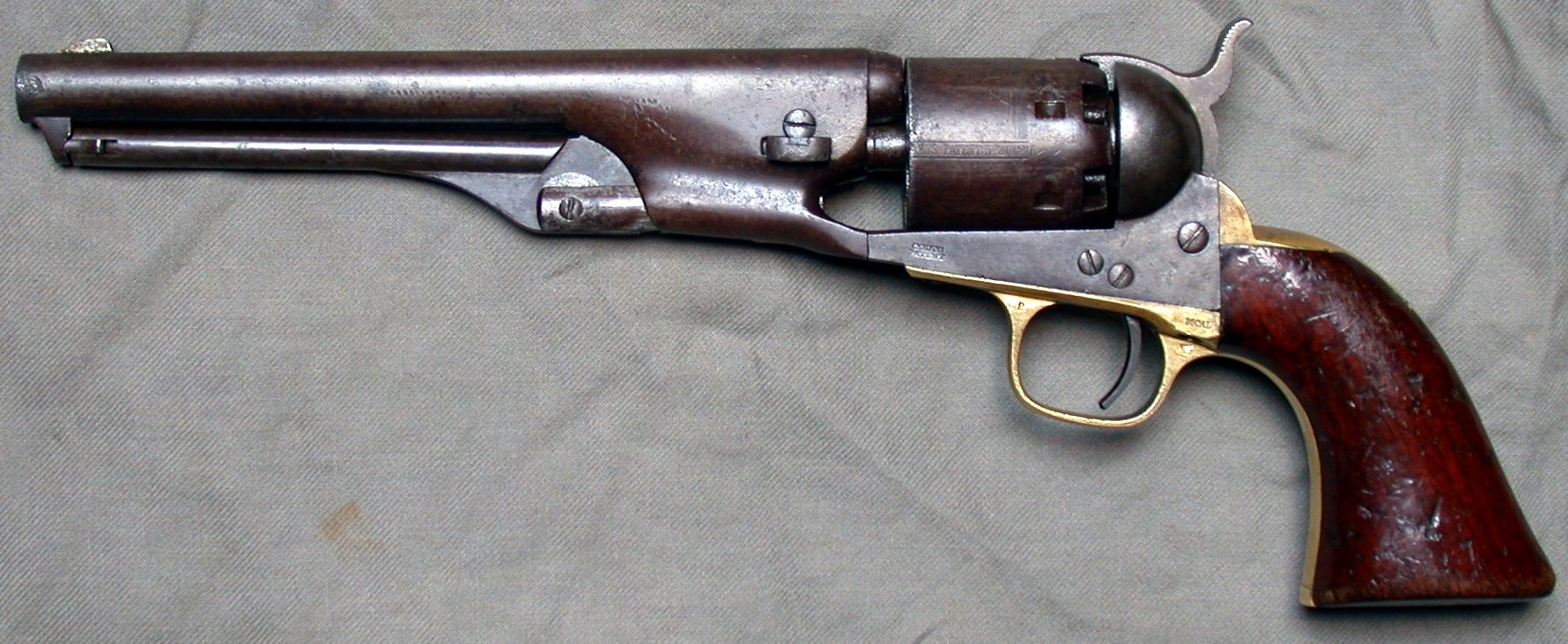
Un revolver Colt 1861 Navy, qui représente le type d'arme employé lors du Duel.

Cette nuit-là, Price apprend qu’un duel est prévu et ordonne aux deux officiers de rester au quartier général le lendemain. Cependant, Walker ne reçoit pas cet ordre et Marmaduke le refuse délibérément. Le matin du 6 septembre, le duel a lieu dans une ferme située à environ 11 kilomètres de Little Rock, au nord de la rivière Arkansas. Les premiers tirs des deux adversaires manquent leur cible, mais la seconde balle de Marmaduke atteint Walker, dont l’arme se décharge alors qu’il s’effondre. Crockett met fin au combat et s’agenouille auprès de Walker, qui lui confie qu’il va mourir. La balle a touché le rein droit de Walker et s’est logée dans sa colonne vertébrale, le paralysant de la taille aux jambes. Un médecin déclare la blessure mortelle. Walker est transporté en ambulance, fournie par Marmaduke, qui arrive en ville vers 10 h. Walker succombe à ses blessures le lendemain. Price ordonne l’arrestation de Marmaduke ainsi que des témoins des deux officiers, inculpant Marmaduke pour meurtre. Toutefois, la campagne se poursuivant et les officiers subordonnés de Marmaduke réclamant sa libération, son arrestation est annulée et il reprend le commandement de la cavalerie de Price. Toutes les charges contre lui sont finalement abandonnées. Ce duel et ses conséquences minent le moral des Confédérés et aggravent les tensions entre Marmaduke et Price,. Selon l’historienne Diana Sherwood, il s’agit du dernier duel notable à s’être déroulé en Arkansas. Les détails de cet affrontement ne sont connus dans leur intégralité qu’à la publication du récit de Crockett, à la fin des années 1880.

## Conséquences
Les 9 et 10 septembre, Davidson fait franchir la rivière Arkansas à trois brigades de cavalerie, tandis que Steele progresse avec ses hommes le long de la rive nord du fleuve le 10 septembre. À 11 h, Price ordonne à ses troupes de se replier de l’autre côté du fleuve et lance l’évacuation de la ville. Marmaduke mène la bataille de Bayou Fourche, gagnant ainsi le temps nécessaire à Price pour achever son retrait. Les forces confédérées quittent la ville avant 17 h, puis le gouvernement civil se rend aux troupes de l’Union à 19 h. Lors des combats de Bayou Fourche, le colonel Archibald S. Dobbins, qui a remplacé Walker, refuse d’exécuter l’ordre de charge de Marmaduke et est arrêté, mais Price finit par le libérer. Après ce duel, Marmaduke continue de servir dans l’armée confédérée jusqu’à sa capture lors de la bataille de Mine Creek, le 25 octobre 1864. En détention chez l’Union, il est promu au grade de major général. Après la guerre, il s’engage dans les affaires et le journalisme, puis intègre la Commission des chemins de fer du Missouri. Élu gouverneur du Missouri en 1884, il occupe cette fonction jusqu’à son décès en 1887. En 2015, une plaque commémorative est posée sur le lieu du duel,.